# Hydroptila micropotamis
Hydroptila micropotamis är en nattsländeart som beskrevs av Harris 1989. Hydroptila micropotamis ingår i släktet Hydroptila och familjen smånattsländor. Inga underarter finns listade i Catalogue of Life.